# Carmencita (film 1931)
Carmencita (The Cisco Kid) è un film del 1931 diretto da Irving Cummings. È il terzo film dove appare il personaggio di Cisco Kid, creato da O. Henry nel 1907. È il sequel di Notte di tradimento, un western diretto nel 1928 da Raoul Walsh che aveva come interpreti principali sempre gli attori Warner Baxter e Edmund Lowe.

## Produzione
Le riprese del film, che fu prodotto dalla Fox Film Corporation, iniziarono alla fine luglio o inizio agosto 1933. Gran parte del film venne girato in una tenuta sul Ventura Boulevard, a trenta miglia da Hollywood.

## Distribuzione
Il copyright del film, richiesto dalla Fox Film Corp., fu registrato il 18 settembre 1931 con il numero LP2524.
Distribuito dalla Fox Film Corporation, il film uscì nelle sale cinematografiche statunitensi il 1º novembre 1931 dopo essere stato presentato in prima mondiale a Los Angeles il 6 ottobre. A New York, venne presentato nella settimana del 23 ottobre. In Portogallo, il film fu distribuito il 18 settembre 1933 ribattezzato O Bandido Generoso. In Italia, prese il titolo Carmencita, in Austria quello di Der lustige Bandit, in Grecia O pallikaras tou San Fragiskou.